# 2-ossoadipato reduttasi
La 2-ossoadipato reduttasi è un enzima appartenente alla classe delle ossidoreduttasi, che catalizza la seguente reazione:
2-idrossiadipato + NAD+ ⇄ 2-ossoadipato + NADH + H+